# 能源與環境
《能源與環境》（Energy & Environment）是一份1989年起發行的學術期刊。該期刊每年出期8次，內容涵蓋肴環境有關的環境科技、環境政策、能源科技、能源政策和氣候變化等議題。據2017年的期刊引證報告指，《能源與環境》的影響因子為0.568。

## 資料來源
1. ↑  .   [2018-05-01]. （原始内容存档于2021-05-01）.

## 外部連結
- 官方网站